# 延氏鮠
延氏鮠，為輻鰭魚綱鯰形目鱨科鮠属的其中一種，為熱帶淡水魚類，分布於亞洲越南淡水流域，棲息在底層水域，生活習性不明。